# Úrvalsdeild 2015
Úrvalsdeild 2015 nebo také Pepsideild 2015 byl 104. ročníkem islandské nejvyšší fotbalové ligy. Posedmé se z titulu radoval tým Fimleikafélag Hafnarfjarðar. Z ligy sestoupily týmy Leiknir a Keflavík a v následujícím ročníku je nahradily Throttur a Olafsvik.

## Tabulka
| Poř. | Tým                | Z  | V  | R | P  | VG | OG | B  |
| ---- | ------------------ | -- | -- | - | -- | -- | -- | -- |
| 1.   | FH                 | 22 | 15 | 3 | 4  | 47 | 26 | 48 |
| 2.   | Breiðablik         | 22 | 13 | 7 | 2  | 34 | 13 | 46 |
| 3.   | KR                 | 22 | 12 | 6 | 4  | 36 | 21 | 42 |
| 4.   | Stjarnan           | 22 | 9  | 6 | 7  | 32 | 24 | 33 |
| 5.   | Valur              | 22 | 9  | 6 | 7  | 38 | 32 | 33 |
| 6.   | Fjölnir            | 22 | 9  | 6 | 7  | 36 | 35 | 33 |
| 7.   | Akranes            | 22 | 7  | 8 | 7  | 31 | 31 | 29 |
| 8.   | Fylkir             | 22 | 7  | 8 | 7  | 26 | 31 | 29 |
| 9.   | Víkingur Reykjavík | 22 | 5  | 8 | 9  | 32 | 36 | 23 |
| 10.  | ÍBV                | 22 | 5  | 4 | 13 | 26 | 37 | 19 |
| 11.  | Leiknir            | 22 | 3  | 6 | 13 | 20 | 34 | 15 |
| 12.  | Keflavík           | 22 | 2  | 4 | 16 | 22 | 61 | 10 |

## Nejlepší střelci
| #  | Nár.              | Jméno           | Tým            | Góly |
| -- | ----------------- | --------------- | -------------- | ---- |
| 1. | Dánsko            | Pedersen P.     | Valur          | 13   |
| 2. | Trinidad a Tobago | Glenn J.        | Vestmannaeyjar | 12   |
| 3. | Island            | Gunnlaugsson G. | Akranes        | 9    |
| 3. | Skotsko           | Lennon S.       | FH             | 9    |
| 5. | Island            | Bjornsson A.    | FH             | 8    |
| 5. | Island            | Gudnasson A.    | FH             | 8    |
| 5. | Island            | Hauksson O.     | KR             | 8    |
| 5. | Dánsko            | Hansen J.       | Stjarnan       | 8    |
| 9. | Island            | Gudjonsson T.   | Fjolnir        | 7    |
| 9. | Island            | Ingason A.      | Fylkir         | 7    |
| 9. | Island            | Palsson E.      | FH             | 7    |

## V evropských ligách
Do předkola Ligy mistrů se probojoval pouze tým FH.
Do předkol Evropské ligy se probojovaly 3 týmy – Breiðablik a KR díky umístění v lize a Valur po vítězství v poháru.
| Soutěž     | Kolo        | #        | Zápas                | Výsledek | Celkem                 |
| ---------- | ----------- | -------- | -------------------- | -------- | ---------------------- |
| FH         |             |          |                      |          |                        |
| LM         | 2. předkolo | 1. zápas | Dundalk – FH         | 1:1      | FH 3:3 Dundalk         |
| LM         | 2. předkolo | Odveta   | FH – Dundalk         | 2:2      | FH 3:3 Dundalk         |
| Breiðablik |             |          |                      |          |                        |
| EL         | 1. předkolo | 1. zápas | Breiðablik – Jelgava | 2:3      | Breiðablik 4:5 Jelgava |
| EL         | 1. předkolo | Odveta   | Jelgava – Breiðablik | 2:2      | Breiðablik 4:5 Jelgava |
| KR         |             |          |                      |          |                        |
| EL         | 1. předkolo | 1. zápas | KR – Glenavon        | 2:1      | KR 8:1 Glenavon        |
| EL         | 1. předkolo | Odveta   | Glenavon – KR        | 0:6      | KR 8:1 Glenavon        |
| EL         | 2. předkolo | 1. zápas | KR – Grasshoppers    | 3:3      | KR 4:5 Grasshoppers    |
| EL         | 2. předkolo | Odveta   | Grasshoppers – KR    | 2:1      | KR 4:5 Grasshoppers    |
| Valur      |             |          |                      |          |                        |
| EL         | 1. předkolo | 1. zápas | Valur – Brøndby      | 1:4      | Valur 1:10 Brøndby     |
| EL         | 1. předkolo | Odveta   | Brøndby – Valur      | 6:0      | Valur 1:10 Brøndby     |